# Beecher City
Beecher City es una villa ubicada en el condado de Effingham en el estado estadounidense de Illinois. En el Censo de 2010 tenía una población de 463 habitantes y una densidad poblacional de 198,19 personas por km².

## Geografía
Beecher City se encuentra ubicada en las coordenadas 39°11′12″N 88°47′15″O / 39.18667, -88.78750. Según la Oficina del Censo de los Estados Unidos, Beecher City tiene una superficie total de 2.34 km², de la cual 2.34 km² corresponden a tierra firme y (0%) 0 km² es agua.

## Demografía
Según el censo de 2010, había 463 personas residiendo en Beecher City. La densidad de población era de 198,19 hab./km². De los 463 habitantes, Beecher City estaba compuesto por el 98.7% blancos, el 0% eran afroamericanos, el 0% eran amerindios, el 0% eran asiáticos, el 0% eran isleños del Pacífico, el 0% eran de otras razas y el 1.3% pertenecían a dos o más razas. Del total de la población el 0.86% eran hispanos o latinos de cualquier raza.